# Атлетика на Летњим параолимпијским играма 2016 — 800 метара за жене T54
Трка на 800 метара у класи 54 за жене, била је једна од 29 дисциплина атлетског програма на Летњим параолимпијским играма 2016. у Рио де Жанеиру, Бразил. Такмичење је одржано 17. септембра на Олимпијском стадиону Жоао Авеланж.

## Земље учеснице
Учествовало је 14 такмичара из 10 земаља.
1. Аустралија (1)
2. Канада (1)
3. Кина (3)
4. Нигерија (1)
5. САД (3)
6. Турска (1)
7. Уједињено Краљевство (1)
8. Холандија (1)
9. Швајцарска (1)
10. Шведска (1)

## Рекорди пре почетка такмичења
(стање 8. септембра 2016)
| Рекорди пре почетка Параолимпијске игара 2016.      | Рекорди пре почетка Параолимпијске игара 2016. | Рекорди пре почетка Параолимпијске игара 2016. | Рекорди пре почетка Параолимпијске игара 2016. | Рекорди пре почетка Параолимпијске игара 2016. | Рекорди пре почетка Параолимпијске игара 2016. |
| --------------------------------------------------- | ---------------------------------------------- | ---------------------------------------------- | ---------------------------------------------- | ---------------------------------------------- | ---------------------------------------------- |
| Светски рекорд                                      | 1:42,72                                        | Татјана Мекфаден                               | Сједињене Државе                               | Арбон, Швајцарска                              | 4. јун 2015.                                   |
| Параолимпијски рекорд                               | 1:45,19                                        | Шантал Петитклерк                              | Канада                                         | Пекинг, Кина                                   | 14. септембар 2008.                            |
| Рекорди после завршених Параолимпијских игара 2016. |                                                |                                                |                                                |                                                |                                                |
| Параолимпијски рекорд                               | 1:45,17                                        | Татјана Мекфаден                               | Сједињене Државе                               | Рио де Жанеиро, Бразил                         | 17. септембар 2016.                            |
| Параолимпијски рекорд                               | 1:44,73                                        | Татјана Мекфаден                               | Сједињене Државе                               | Рио де Жанеиро, Бразил                         | 17. септембар 2016.                            |

## Сатница
| Датум               | Време | Ниво               |
| ------------------- | ----- | ------------------ |
| 17. септембар 2016. | 10:00 | Квалификације (Г1) |
| 17. септембар 2016. | 10:08 | Квалификације (Г2) |
| 17. септембар 2016. | 17:53 | Финале             |

Сва времена су по локалном времену (UTC+3)

## Освајачи медаља
|                        |                  |                         |
| Татјана Мекфаден · САД | Венђуен Љу · САД | Chelsea McClammer · САД |

## Резултати

#### Квалификације
Квалификације су одржане 17.9.2016. годину у 10:00 и 10:08. Такмичарке су биле подељене у две групе. У финале су се пласирале прве три такмичарке из сваке групе и 2 на основу резултата.,,
| Пласман | Група | Атлетичарка            | Земља                | Класа | ЛР      | ЛРС     | Резултат | Белешка    |
| ------- | ----- | ---------------------- | -------------------- | ----- | ------- | ------- | -------- | ---------- |
| 1.      | 1     | Татјана Мекфаден       | САД                  | Т54   | 1:42,72 | 1:43,48 | 1:45,17  | КВ, ПР     |
| 2.      | 2     | Аманда Мекгрори        | САД                  | Т54   | 1:47,81 | 1:48,35 | 1:47,68  | КВ, ЛР     |
| 3.      | 2     | Венђуен Љу             | Кина                 | Т54   | 1:48,49 | 1:56,61 | 1:48,27  | КВ, РР, ЛР |
| 4.      | 2     | Мануела Шар            | Швајцарска           | Т54   | 1:43,86 | 1:48,49 | 1:48,47  | КВ, ЛРС    |
| 5.      | 2     | Јингђе Ли              | Кина                 | Т54   | 1:56,26 | 1:56,26 | 1:48,27  | кв, ЛР     |
| 6.      | 1     | Лихунг Цоу             | Кина                 | Т54   | 1:50,31 |         | 1:49,62  | КВ, ЛР     |
| 7.      | 2     | Маргриет ван ден Броек | Холандија            | Т54   | 1:48,89 | 1:51,14 | 1:49,69  | кв, ЛРС    |
| 8.      | 1     | Дајана Рој             | Канада               | Т54   | 1:49,27 | 1:49,92 | 1:53,51  | КВ         |
| 9.      | 1     | Жад Џоунс              | Уједињено Краљевство | Т54   | 1:50,26 | 1:50,26 | 1:53,61  |            |
| 10.     | 1     | Џемима Мур             | Аустралија           | Т53   | 1:56,85 | 1:56,85 | 1:54,37  | ЛР         |
| 11.     | 1     | Гунила Валенгрен       | Шведска              | Т54   | 1:51,74 | 1:54,96 | 1:54,51  | ЛРС        |
| 12.     | 1     | Хана Бабалола          | Нигерија             | Т54   | 1:52,43 | 1:52,43 | 1:56,17  | РР         |
| 13.     | 2     | Сузана Скарони         | САД                  | Т54   | 1:46,16 | 1:50,57 | 1:56,42  |            |
| 14.     | 2     | Зубеиде Супургеци      | Турска               | Т54   | 2:03,27 | 2:03,27 | 2:07,63  |            |

### Финале
Финале је одржано 17.9.2016. годину у 17:53.,,
| Пласман | Атлетичарка            | Земља      | Класа | Резултат | Белешка |
| ------- | ---------------------- | ---------- | ----- | -------- | ------- |
|         | Татјана Мекфаден       | САД        | Т54   | 1:44,73  | ПР      |
|         | Венђуен Љу             | Кина       | Т54   | 1:45,02  | РР, ЛР  |
|         | Јингђе Ли              | Кина       | Т54   | 1:45,23  | ЛР      |
| 4.      | Аманда Мекгрори        | САД        | Т54   | 1:45,24  | ЛР      |
| 5.      | Мануела Шар            | Швајцарска | Т54   | 1:46,00  | ЛРС     |
| 6.      | Лихунг Цоу             | Кина       | Т54   | 1:46,18  | ЛР      |
| 7.      | Дајана Рој             | Канада     | Т54   | 1:51,51  |         |
| 8.      | Маргриет ван ден Броек | Холандија  | Т54   | 1:52,01  |         |

#### Пролазна времена (финале)
| Дистанца | Време   | Атлетичарка      | Земља |
| -------- | ------- | ---------------- | ----- |
| 200 м    | 54,04   | Татјана Мекфаден | САД   |
| 600 м    | 1:19,52 | Татјана Мекфаден | САД   |